# Haut-du-Them-Château-Lambert
Haut-du-Them-Château-Lambert là một xã thuộc tỉnh Haute-Saône trong vùng Franche-Comté phía đông nước Pháp.